# Shit
Shit是一个英文单词，其含义是屎或排泄物。Shit可作为一个动词，指排便。作为俚语時，則有许多含义，包括「胡扯」、「蠢货」、任何没有价值的东西、自夸或错误的言论，或指卑鄙的人。

## 参看
- （英文）bullshit（英语：Bullshit）（廢話）
- （英文）shit happens（英语：shit happens）
- fuck
- 脏话
- 七大脏词

## 外部連結
- Indo-European Roots: skei-（页面存档备份，存于）
- English place names containing "shit".（页面存档备份，存于）